# Daphnella pompholyx
Daphnella pompholyx är en snäckart som beskrevs av Dall 1889. Daphnella pompholyx ingår i släktet Daphnella och familjen kägelsnäckor. Inga underarter finns listade i Catalogue of Life.